# Альгинат пропиленгликоля
Альгина́т пропиле́нглико́ля (пропан-1,2-диол альгинат) — соль альгиновой кислоты на основе многоатомного спирта пропиленгликоля. Легко растворяется в воде и при этом получается высоковязкий раствор.
Химическая формула  : C3H8O2 · х
Альгиновая кислота и альгинаты применяются в пищевой промышленности и медицине.
Альгинат пропиленгликоля имеет уникальный номер E405 и входит в список пищевых добавок, допустимых к применению в пищевой промышленности Российской Федерации в качестве вспомогательного средства для производства пищевой продукции. Применяется как загуститель, стабилизатор и эмульгатор при производстве фруктовых и алкогольных напитков, жиров, пекарных смесей; в косметике, в фармации и др.